# Pulsation Engine
Die Pulsation Engine ist eine 1772 erfundene Wasserpumpe, die die beim Schließen eines Wasserhahns in der Zuleitung entstehende Druckwelle zur Förderung ausnutzt.

## Geschichte
Die erste Pulsation Engine wurde 1772 von John Whitehurst in Oulton Park, Cheshire, England, u. a. für den Betrieb einer Brauerei aufgebaut. Der für die Funktion der Pulsation Engine immer wieder zu öffnende und zu schließende Wasserhahn befand sich in der Keller-Küche des herrschaftlichen Hauses. Bereits im normalen Küchenbetrieb wurde der Hahn ausreichend häufig betätigt, um den höhergelegenen Tank zu füllen.

## Aufbau

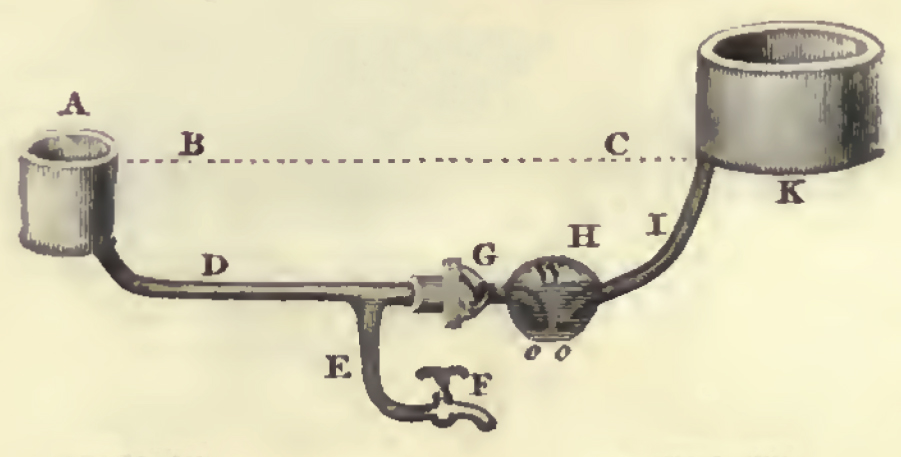
Pulsation Engine von 1772

A ist die Wasserquelle oder ein Teich. Der maximale Wasserspiegel von A stimmt mit dem Boden des Tanks K überein (siehe Linie BC). D ist eine Wasserleitung mit fast 4 cm Durchmesser und einer Länge von 180 m. E ist eine Zweigleitung von D; beide Leitungen haben den gleichen Durchmesser. An die Leitung E ist ein Wasserhahn F angeschlossen. Der Wasserhahn muss 5,8 bis 6,0 m unterhalb der Wasseroberfläche des Teichs A liegen. G bezeichnet einen Ventilkasten, der nur einen Wasserfluss von links nach rechts zulässt. H ist ein Windkessel, dessen Wasserlinie mit W gekennzeichnet ist. Die Ein- und Ausflussrohre in den Windkessel sind nach unten gebogen, damit bei einströmendem Wasser keine Luft aus dem Windkessel gedrückt werden kann.
Bei der Darstellung handelt es sich um ein Schema und keine technische Zeichnung zum direkten Nachbau. So wird unter anderem auf das Problem, wie die Luft in den Windkessel kommt (z. B. über ein Schnüffelventil) nicht eingegangen.

## Funktion
Wird der Hahn F geöffnet, so setzt sich die Wassersäule in der Leitung D in Bewegung. Mit dem Verschluss des Hahns F wird diese Bewegung abrupt gestoppt. Die Bewegung durch die Massenträgheit der Wassersäule in Verbindung mit der Inkompressibilität von Wasser führt zu einer Druckwelle, die sich von der Zweigleitung E in die Zuleitung D und zu dem Ventil G ausbreitet. Durch die Druckwelle öffnet das Ventil G, Wasser strömt durch das Ventil und komprimiert die Luft im Windkessel H. Wenn der Druck der Druckwelle wieder kleiner als der Druck im Windkessel wird, schließt das Ventil G wieder. Es ist diese komprimierte Luft im Windkessel, die das eingeströmte Wasser über die Leitung I in den Tank K pumpt.

## Ausblick
1796 automatisierte Joseph Michel Montgolfier die Pulsation Engine, indem er den Wasserhahn F durch ein oszillierendes Ventil, also ein Ventil, das sich bei Durchfluss selbsttätig wieder verschließt, ersetzte. Diese autonom arbeitende Pumpe wird als Hydraulischer Widder bezeichnet.